# 尼特尔
尼特尔是德国莱茵兰-普法尔茨州的一个市镇。总面积16.68平方公里，总人口2194人，其中男性1076人，女性1118人（2011年12月31日），人口密度132人/平方公里。